# Ohangai
Ohangai est une localité située dans le district de South Taranaki, dans l'Île du Nord de la Nouvelle-Zélande.

## Situation
Elle est localisée approximativement à 10 km à l’est de la ville d’Hawera et à 6 km au nord de celle de Mokoia,.

## Toponymie
Le Ministère de la Culture et du Patrimoine de Nouvelle-Zélande} donne la traduction :"opposite place" place opposée pour le terme Maori de Ōhāngai.

## Installations
Le Meremere Marae (en) et sa maison de rencontre nommée: Tataurangi (en) sont affiliés avec les Ngāti Ruanui (en) hapū des  Ngā Ariki (en), des Ngāti Hine (en) et des Tūwhakaehu (en),

## Éducation
L’école « Ohangai School » était une école mixte, contribuant au primaire (allant de l'année 1 à 6), qui a célébré son centenaire en 2006 .
Elle fut fermée en 2012.